# Heinrich Grimm (Historiker)
Heinrich Adolf Grimm, auch Günther Franz Heinrich Grimm und Heinrich Grimm-Balkow (* 20. Juni 1892 in Bad Kreuznach, Rheinprovinz; † 15. Dezember 1975) war ein deutscher Historiker.

## Leben
Grimm studierte ab 1911 – mit einem Intermezzo in München – an der Universität Berlin die Fächer Nationalökonomie und Jura und befasste sich im Nebenfach mit Geschichte. An der Universität Heidelberg reichte Grimm 1917 bei Karl Hampe eine Dissertationsschrift zur Thematik Der kaiserliche Fiskus Kroev. Ein Beitrag zur karolingischen Wirtschaftsgeschichte ein, konnte das Promotionsvorhaben aber nicht erfolgreich abschließen. Er trat 1917 in den höheren Verwaltungsdienst ein. Im Fortgang war Grimm als Regierungsrat und Landrat tätig, so 1933 vertretungsweise im Kreis Weststernberg. Dort hatte er das Schloss Balkow erwerben können, das er zum Wohnsitz nahm und auf dem er sich eine Bibliothek zusammentrug, die auf seine bibliophilen und historischen Interessen ausgerichtet war. So besaß er eine umfangreiche Sammlung zur Buch- und Buchdruckgeschichte, insbesondere zu Ulrich von Hutten. Ab 1934 widmete er sein Augenmerk der Geschichtswissenschaft. Er publizierte unter dem Autorennamen Heinrich Grimm-Balkow einige Schriften zur Stadtgeschichte von Frankfurt an der Oder, mit einem Schwerpunkt auf frühneuzeitlicher Wissenschaft und Kultur. So entstanden Monografien zur örtlichen Musik-, Theater- und Universitätsgeschichte. Seine bereits 1938 publizierte Studie Ulrich von Huttens Lehrjahre an der Universität Frankfurt (Oder) und seine Jugenddichtungen wurde ihm 1941 an der Universität Gießen im Referat von Hans Heimar Jacobs, der kriegsbedingt die Vertretung von Kurt Borries wahrnahm, als Promotion zum Dr. phil. anerkannt. Nach dem Ende des Zweiten Weltkriegs wurde er von seinem östlich der Oder-Neiße-Linie gelegenen und nunmehr zu Polen gehörenden Landsitz vertrieben. Er ließ sich im Landkreis Bamberg nieder, in dem er von Februar 1946 bis 1948 das Amt des von der Militärregierung eingesetzten Landrates bekleidete. In Scheßlitz in Oberfranken ansässig, forschte und publizierte Grimm bis kurz vor seinem Tod. Seine Forschungen zu Ulrich von Hutten, zu dem er verschiedentlich Teilaspekte veröffentlicht hatte, fasste er 1971 zu einer monographischen Biographie zusammen.

## Schriften (Auswahl)
Monographien
- mit Eugen Tannenbaum: Quellen der Werke Heinrich von Kleists zur Benutzung für literarhistorische Uebungen (Wintersemester 1911/12) zusammengestellt, Berlin 1911.
- Von Gottes- und Liebfrauenminne, Lieder aus der deutschen Mystik. Insel, Leipzig 1913.
- Herz und Schwert. Eine Gedichtreihe, Volksvereins-Druck, Mönchen-Gladbach, um 1914.
- Der kaiserliche Fiskus Kroev. Ein Beitrag zur karolingischen Wirtschaftsgeschichte, Dissertation, Rössler & Herbert, Heidelberg 1917[7]
- Das Hohe Lied der Liebe, übertragen ins Neuhochdeutsche, Borngräber, Berlin 1917.
- Die Gesichte der Schwester Mechthild von Magdeburg, Insel, Leipzig 1918.
- mit Karl Seilkopf: Ein halbes Jahrtausend Bierbrauerei in Frankfurt–Oder, ein Beitrag zur Geschichte des märkischen Brauwesens, Trowitzsch, Frankfurt an der Oder, 1935.
- Vierzig Jahre elektrische Energie in Frankfurt an der Oder, Elektrizitätswerke Frankfurt an der Oder, 1938.
- Ulrich von Huttens Lehrjahre an der Universität Frankfurt (Oder) und seine Jugenddichtungen. Ein quellenkritischer Beitrag zur Jugendgeschichte des Verfechters deutscher Freiheit. Trowitzsch, Frankfurt an der Oder 1938.
- Von den Druckerzeichen des 1549–1581 in Frankfurt an der Oder tätigen Universitätsbuchdruckers und Buchführers Johann Eichorn, Trowitzsch, Frankfurt an der Oder 1939.
- Der Anteil einer deutschen Stadt am deutschen Theater. Die 425jährige Theatergeschichte der alten Universitäts- und Messestadt Frankfurt an der Oder, Trowitzsch, Frankfurt an der Oder, 1942.
- Meister der Renaissancemusik an der Viadrina, Trowitzsch, Frankfurt an der Oder, 1942.
- Die Holzschnittillustration in den Drucken aus der Universitätsstadt Frankfurt an der Oder bis zum Jahre 1528; vom Marienpsalterium aus Kloster Zinna bis zu Georg Lemberger, Mainz 1958.
- Deutsche Buchdruckersignete des 16. Jahrhunderts: Geschichte, Sinngehalt und Gestaltung kleiner Kulturdokumente, Wiesbaden 1965.
- Ulrich von Hutten. Wille und Schicksal, Göttingen 1971.

Aufsätze
Heinrich Grimm verfasste 61 Artikel für die Neue Deutsche Biographie über Gelehrte und andere Persönlichkeiten des 16. und frühen 17. Jahrhunderts, wie Ulrich von Hutten, Agrippa von Nettesheim, Johannes Cochlaeus, auch aus Frankfurt (Oder), sowie weitere Aufsätze zur frühen Neuzeit in wissenschaftlichen Publikationen.